# Mevlüt Arık
Mevlüt Arık (ur. 15 kwietnia 1988) – turecki zapaśnik walczący w stylu klasycznym. Zajął czternaste miejsce na mistrzostwach świata w 2013. Złoty medalista igrzysk śródziemnomorskich w 2013. Akademicki wicemistrz świata w 2012. Siódmy w Pucharze Świata w 2013 i jedenasty w 2011. Trzeci na ME kadetów w 2005 roku.